# Lucas Silva
Lucas Silva Borges (* 16. únor 1993, Bom Jesus de Goiás, Brazílie) je brazilský fotbalový záložník, který v současné době nastupuje za španělský tým Real Madrid, kam přestoupil na začátku roku 2015 z brazilského klubu Cruzeiro za zhruba patnáct miliónu eur. Silva je technický hráč s dobrým přehledem na hřišti a rovněž vyniká svými dlouhými přihrávkami a tvrdou střelou. S Cruzeiro získal dvakrát ligový titul a svými výkony si v brazilské lize vysloužil od magazínu Placar ocenění pro nejlepšího záložníka sezóny 2013/2014.

## Statistiky
Aktualizováno: 30. ledna 2015
| Klub     | Sezóna    | Série A | Série A | Série A | Pohár osvoboditelů | Pohár osvoboditelů | Pohár osvoboditelů | Celkem | Celkem | Celkem |
| Klub     | Sezóna    | Starty  | Góly    | Asist.  | Starty             | Góly               | Asist.             | Starty | Góly   | Asist. |
| -------- | --------- | ------- | ------- | ------- | ------------------ | ------------------ | ------------------ | ------ | ------ | ------ |
| Cruzeiro | 2011/2012 | 8       | 0       | 0       | 0                  | 0                  | 0                  | 8      | 0      | 0      |
| Cruzeiro | 2012/2013 | 23      | 2       | 0       | 0                  | 0                  | 0                  | 23     | 2      | 0      |
| Cruzeiro | 2013/2014 | 27      | 1       | 2       | 8                  | 0                  | 1                  | 35     | 1      | 3      |
| Celkem   | Celkem    | 58      | 3       | 2       | 8                  | 0                  | 1                  | 66     | 3      | 17     |